# Sei Tuan
Sei Tuan is een bestuurslaag in het regentschap Deli Serdang van de provincie Noord-Sumatra, Indonesië. Sei Tuan telt 1097 inwoners (volkstelling 2010).